# Enrique Silberstein
Enrique Silberstein (1920-1973) fue un economista, escritor y periodista argentino. Se doctoró en economía en la Universidad Nacional de La Plata, fue profesor en la Universidad de Buenos Aires y en la Universidad Nacional del Sur, integró como síndico el primer directorio de EUDEBA.
Su pensamiento, vertido en numerosos libros, artículos periodísticos que se publicaban en el diario «El Mundo» e intervenciones en televisión, ejerció una amplia influencia entre los economistas de la época.
Silberstein se destacó principalmente debido a sus publicaciones periodísticas especializadas en economía, en las cuales utilizaba una combinación de humor y conocimiento de esta ciencia para facilitar su comprensión, y desmitificar el discurso  de los economistas tradicionales.
El enfoque de la economía de Silberstein era diametralmente opuesto al de los economistas conservadores, o liberales, planteando una fuerte crítica a las recetas de ajuste, devaluación, y otras medidas impopulares con vista a una solución futura, que estos proponen frecuentemente.
Enrique Silberstein estuvo casado con la poetisa neuquina Irma Cuña, miembro de número de la Academia Argentina de Letras.

## Algunas publicaciones
- Los ministros de economía (1965);
- Dialéctica, economía y desarrollo (1965);
- Los asaltantes de caminos (1965);
- De la Torre y los frigoríficos (1967);
- Marx, su pensamiento económico (1967);
- Charlas económicas (1967);
- Piratas, filibusteros, corsarios y bucaneros (1968);
- ¿Por qué Perón sigue siendo Perón?: La economía peronista (1969);
- Los economistas(1969);
- Vida y milagros de nuestro peso (1970);
- Marx, Keynes y Cía, S.A.;
- Keynes.

Narrativa:
- El asalto, llevada al cine en 1960, con guion del autor y Ariel Cortazzo, en un film dirigido por Kurt Land, protagonizado por Alberto de Mendoza y Egle Martin;
- Cuentos en Corrientes y Paraná (1971)

Teatro:
- Necesito diez mil pesos.